# Diestostemma thoracis
Diestostemma thoracis är en insektsart som beskrevs av Young 1968. Diestostemma thoracis ingår i släktet Diestostemma och familjen dvärgstritar. Inga underarter finns listade i Catalogue of Life.